# Піт Гегсет
Пітер Браян Гегсет, або Геґсет (англ. Peter Brian Hegseth; нар. 6 червня 1980), — американський телеведучий, письменник, офіцер Національної гвардії США, Міністр оборони США з 25 січня 2025 року.
Гегсет бере активну участь у консервативній та республіканській політиці ще з часів навчання в Принстонському університеті. У 2016 році він став рішучим прихильником і союзником кандидата в президенти Дональда Трампа і служив тимчасовим радником Трампа протягом першого президентського терміну. Як повідомляється, він переконав Трампа помилувати трьох американських солдатів, звинувачених або засуджених за військові злочини, пов'язані з розстрілом некомбатантів в Іраку. Гегсет, який під час військової служби був командиром взводу на базі Гуантанамо, виступав на захист поводження з ув'язненими, які там утримувалися.
Піт Гегсет вважався кандидатом на посаду голови Міністерство у справах ветеранів США в першій адміністрації Трампа, до обрання Девіда Шулкіна у 2017 році. У листопаді 2024 року обраний президент Трамп оголосив, що має намір номінувати Хегсета на посаду міністра оборони.

## Молоді роки і освіта
Гегсет народився 6 червня 1980 року в Міннеаполісі, Міннесота, в сім'ї Браяна, баскетбольного тренера, та Пенні Гегсет. Він виріс у сусідньому місті Форест-Лейк. Він має норвезьке походження з обох сторін родини. Навчався в середній школі району Форест-Лейк, де грав у футбол і баскетбол, і закінчив її в 1999 році з відзнакою, як кращий учень свого класу.
Гегсет отримав ступінь бакалавра мистецтв у Прінстонському університеті в 2003 році. Навчаючись там, він дописував для журналу The Princeton Tory і грав у баскетбол за команду «Тайгерс» під керівництвом тренера Джона Томпсона III. Команда з його участю виграла турнір NCAA у 2001 році.
У 2013 році він отримав ступінь магістра державної політики в Школі державного управління Дж. Ф. Кеннеді Гарвардського університету.

## Військова кар'єра
Після закінчення Прінстонського університету в 2003 році Гегсет став до праці в інвестиційній компанії Bear Stearns як аналітик ринків акціонерного капіталу, а пізніше пішов на військову службу як офіцер піхоти Національної гвардії Міннесоти. У 2004 році його підрозділ був дислокований на військово-морській базі Гуантанамо під оперативним управлінням 3-го батальйону 187-го піхотного полку 101-ї повітрянодесантної дивізії, де він служив командиром піхотного взводу та був нагороджений Похвальною медаллю. Невдовзі після повернення з Куби, Хегсет пішов служити добровольцем до Багдада і Самарри, де спочатку був командиром піхотного взводу, а потім офіцером військово-цивільних операцій. Під час перебування в Іраку він був нагороджений медаллю Бронзова зірка, Значком бойового піхотинця і другою армійською Похвальною медаллю.
У 2012 році повернувся на службу в званні капітана. Він вирушив до Афганістану в складі Армійської національної гвардії Міннесоти та працював старшим інструктором з антипартизанської боротьби в Навчальному центрі з боротьби проти повстанців у Кабулі.
У 2014 році Гегсет отримав звання майора і демобілізувався та був скерований до армійського резерву індивідуальної готовності.
У 2019 році Гегсет знову повернувся до Національної гвардії після п'ятьох років у резерві індивідуальної готовності. У 2020 році Гегсет добровільно став одним із 25 000 військовослужбовців Національної гвардії, яких Пентагон уповноважив взяти на службу для захисту інавгурації Джо Байдена 20 січня 2021 року, але також був одним із 12 солдатів, виведених із цієї місії. Хегсет пояснив своє усунення від виконання завдання через те, що комусь не сподобалось його «татуювання Єрусалимського хреста, яке є всього-навсього християнським символом». Гегсет сказав, що його начальники з Національної гвардії вирішили, нібито його татуювання пов'язані з екстремізмом. Один із національних гвардійців із його підрозділу також повідомив про Хегсетову потенційну «інсайдерську загрозу» через друге татуювання з написом «Deus Vult», яке було популярним серед прихильників переваги білої раси. Через цей інцидент Хегсет вирішив цілком залишити військову службу, і його останній день у формі був 31 березня 2021 року.
У січні 2024 року він офіційно звільнився з окремого резерву Нацгвардії.

## Консервативний активізм
Після повернення з Іраку Гегсет недовго працював у Мангеттенському інституті політичних досліджень. Згідно з його сторінкою в LinkedIn, Хегсет покинув консервативний аналітичний центр у 2007 році, щоб працювати виконавчим директором Vets For Freedom. Його роль включала відповідати як скарбник організації перед Федеральною виборчою комісією. Він працював у Vets for Freedom до 2012 року. Організація виступала за більшу присутність військ в Іраку та Афганістані.
У 2012 році Гегсет сформував комітет політичних дій (англ. Political action committee, PAC) MN PAC. Аналіз пресових звітів (англ. APM Reports) показав, що комітет політичних дій MN PAC, яким керував Хегсет, витратив одна третину зібраних коштів у 15 000 доларів на різдвяні вечірки для сімей і друзів. Закони про фінансування передвиборчої кампанії в Міннесоті, в принципі, не забороняють таких витрат. В тім, менше половини коштів комітету було витрачено, власне, на кандидатів, і станом на березень 2018 року PAC закрив свій рахунок у податковій штату.
Гегсет був виконавчим директором «Стурбованих ветеранів Америки», групи захисту інтересів, яку фінансують брати Кох. Група виступала за більшу приватизацію Департаменту у справах ветеранів (VA). Згідно з його сторінкою в LinkedIn, він залишив групу в 2015 році.
Поки Гегсет був її виконавчим директором, організація Concerned Veterans for America найняла його брата Філіпа працювати в цій некомерційній організації та заплатила йому 108 000 доларів США згідно з податковими документами за 2016 і 2017 роки. Відповідаючи на запит про це, адвокат Гегсета сказав, що Філіп, який закінчив університет у травні 2015 року, мав кваліфікацію для роботи зі зв'язків зі ЗМІ, і зазначив, що приватним організаціям не заборонено наймати членів сім'ї управлінців.
Гегсет був кандидатом на керівника Департаменту до справ ветеранів у першій адміністрації Трампа, перш ніж на цю посаду було обрано Девіда Шулкіна в 2017 році.

## Сенатська кампанія
У 2012 році Гегсет балотувався з лав Республіканської партії на місце в Сенаті США від Міннесоти. Він знявся з перегонів після з'їзду в травні 2012 року, перед республіканськими первинними виборами в серпні, на яких Курт Біллс виграв номінацію.

## Виступи в ЗМІ
Під час президентських праймеріз 2016 року від Республіканської партії Хегсет спочатку підтримував Марко Рубіо, потім Теда Круза і, зрештою, Дональда Трампа. Відтоді Гегсет став активним прихильником Трампа. Як коментатор Fox News, він часто критикував інші ЗМІ та демократів. Він розкритикував розслідування спеціального прокурора Роберта Мюллера про втручання Росії у американські вибори 2016 року. Гегсет з'являвся на Fox News Channel, а також на CNN і MSNBC.

### Fox News

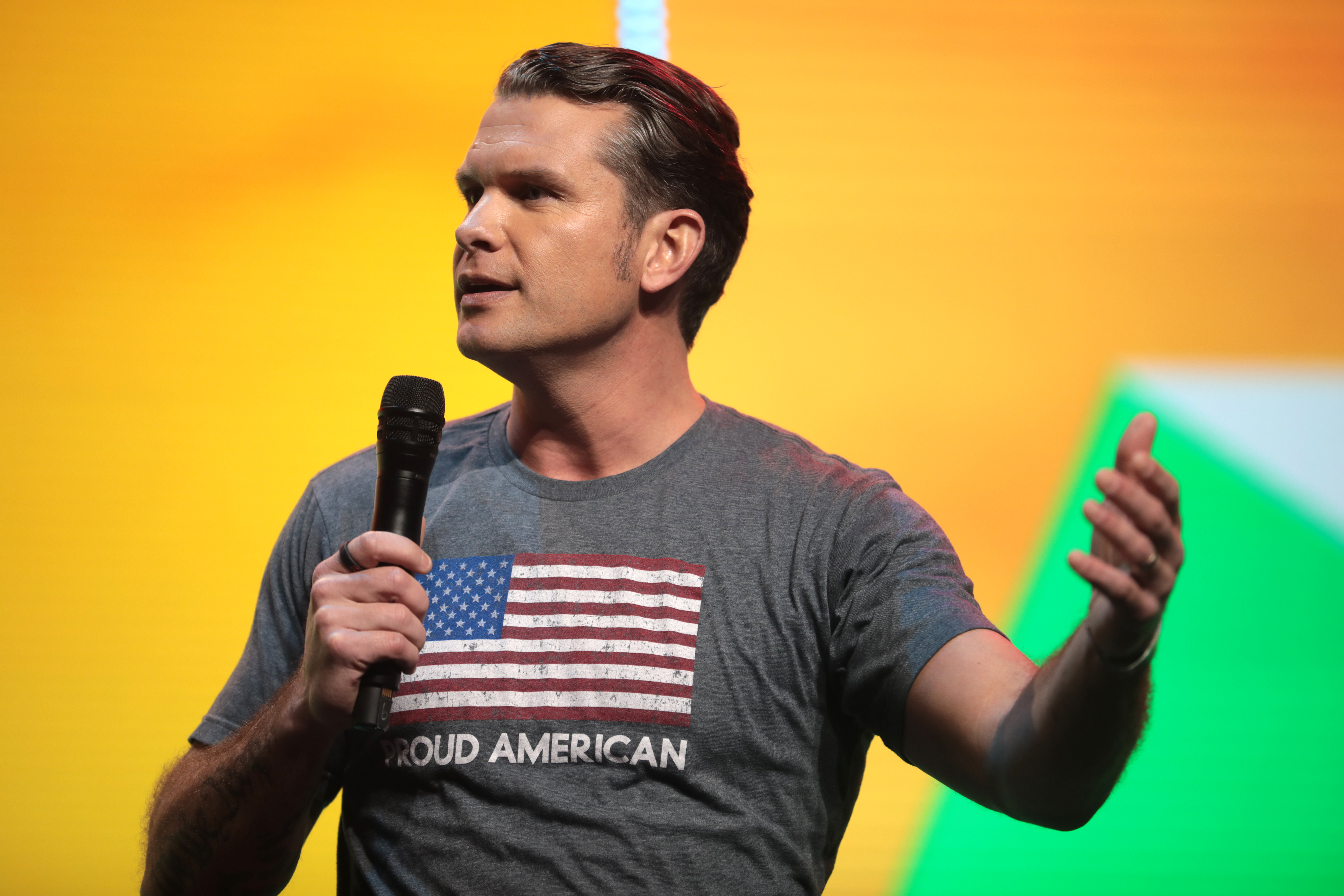
Гегсет у Вест-Палм-Біч, штат Флорида у грудні 2020 року

Гегсет став коментатором Fox News у 2014 році. У грудні 2018 року Гегсет разом із Кеннеді з Fox Business Network був ведучим загальноамериканського новорічного шоу на Fox News Channel, під час якого транслювалося попередньо записане телефонне інтерв'ю між ним і президентом Трампом. Він був постійним гостем на Unfiltered з Деном Бонджіно з 2021 року.
14 червня 2015 року Гегсет випадково вдарив сокирою барабанщика військової академії Вест-Пойнт під час зйомок прямого телевізійного сегменту на честь Дня прапора. Барабанщик потім заявив, що отримав «лише легкі травми». New York Daily News повідомили, що в наступному сегменті барабанщика «бачили, як він жваво говорив на камеру, наче випадку ніколи й не бувало».

#### Кампанія помилування військових злочинців
У травні 2019 року повідомлялося, що Трамп розглядає можливість помилування кількох військовослужбовців США, які були засуджені за вчинення військових злочинів, включно з ветераном, який мав постати перед судом за безконтрольну стрілянину по мирних жителях, вбивство дівчини та старого чоловіка та за те, що він смертельно поранив ножем полоненого підлітка — члена ІДІЛ, коли тому саме надавали медичну допомогу. Пізніше The Daily Beast і CNN повідомили, що Хегсет намагався переконати Трампа помилувати цих осіб уже протягом кількох місяців раніше. У той же час Гегсет обговорював ці проблемні випадки на Fox News, не повідомляючи, що він особисто порадив Трампу їх помилувати. У листопаді 2019 року Трамп помилував трьох військовослужбовців, звинувачених або засуджених за військові злочини. Незадовго до того, як Трамп оголосив про своє рішення, Гегсет публічно висловив припущення, що Трамп збирається вжити «невідкладних заходів» у цих справах.

## Політичні позиції
Політичні позиції Гегсета були описані як християнсько-націоналістичні. У своїй книзі «Американський хрестовий похід: наша боротьба за те, щоб залишитися вільними» він сказав, що вважає, що існують «непереборні розбіжності між лівими і правими в Америці, що призводять до вічного конфлікту, який неможливо вирішити за допомогою політичного процесу». Крім того, він закликав до «американського хрестового походу», який назвав «священною війною за праведну справу свободи людини». У травні 2024 року в інтерв'ю, де він говорив про освіту, Хегсет саркастично сказав: «Демократія, демократія, захищайте ту демократію. А ви хоч знаєте, проти чого виступали наші засновники? Вони не хотіли демократії».

### COVID-19
У лютому 2020 року, на тлі поширення пандемії COVID-19 у Сполучених Штатах, Гегсет сказав, що демократи «добиваються поширення коронавірусу. Вони сприяють його зростанню. Їм потрібне лише погіршення проблеми». Наступного місяця Гегсет заклиќав здорових людей спеціально інфікуватись вірусом, щоб виробити імунітет. Гегсет висловив припущення, що варіант Omicron COVID-19 придумали демократи, щоб отримати перевагу на проміжних виборах 2022 року, пожартувавши: «розраховуйте на новий варіант кожного жовтня, що два роки».

### Напад на Капітолій 6 січня
Коментуючи штурм Капітолію Сполучених Штатів 6 січня Хегсет виступив на захист натовпу штурмувальників, як патріотів, стверджуючи, що їх нібито «повторно пробудив до реальності стан того, що ліваки наробили» з країною. Він також захищав одного з нападників 6 січня Джейкоба Ченслі, кажучи, що лише жменька військових брала участь у нападі.

### Критика вищої освіти
У серпні 2019 року він нарікав, що «молоді діти, які йдуть голосувати», переживають ні за що інше, лише за шкідливі наслідки зміни клімату. Він також дорікав університетам за те, що вони навчають студентів «екологізму та радикальному енвайронменталізму», а не «реальним загрозам», таким як ісламський екстремізм.
У червні 2022 року в сегменті Fox & Friends Weekend Гегсет приніс у студію свій університетський диплом, демонстративно викреслив на ньому слово «Гарвард», вписавши «Критична теорія», а потім написав навхрест «ПОВЕРНУТИ АДРЕСАТУ» нібито на знак протесту проти навчальних програм Гарварду та інших подібних університетів. «Люди скажуть: „Це просто цирк, ти цим не позбувся свого освітнього рівня“, ну й нехай. Я пішов, я отримав освіту, я відвідував заняття і все таке, але я вірю, що з мого вчинку зрозуміло, що як консерватори і патріоти, якщо ми любимо цю країну, ми не можемо далі відправляти наших дітей вчитися до університетів, які отруюють їхній розум; скажімо, я пережив це, але багато дітей їдуть туди і купуються на „університет критичної теорії“, і таким чином ми отримуємо майбутніх лідерів, суддів Верховного Суду, сенаторів та інших, які вважають Америку джерелом зла на землі, і Гарвард є фабрикою такого мислення», — сказав він. Потім Хегсет заявив про намір повернути Гарварду свій диплом.

### Закордонні справи
Гегсет різко критикував союзників Америки по НАТО, написавши: «Застарілі, недоозброєні, окуповані та імпотентні. Чому Америка, яка виконує для Європи роль „швидкої допомоги“ протягом останніх ста років, повинна слухатися цих самозакоханих та безсилих держав, які просять нас шанувати ці застарілі односторонні домовленості про оборону, яких самі вони більше не дотримуються?», а також «Ще якби країни НАТО справді дружно зайнялись своєю обороною — але вони цього не роблять. Вони просто викрикають про правила, випрошуючи собі військову підтримку та кличучи на допомогу Америку» у своїй книзі. У 2022 році він сказав, що російське вторгнення в Україну «блідне в порівнянні» з рухом «Пробуджених» і злочинністю. Щоправда, в березні 2022 року він назвав президента Росії Володимира Путіна військовим злочинцем. Він сказав: «Йдеться про протидію авторитарному режимові, який, по суті, каже: «Я хочу назад Радянський Союз, я хочу відібрати Україну, я хочу повернути собі Київ». Він також висловлював критику щодо надання військової допомоги США Україні.
В інтерв'ю 2016 року Гегсет назвав Ізраїль «богообраним народом». Хегсет виступив на конференції Аруца Шеви в Єрусалимі в 2018 році, де заявив, що «немає причин, чому диво відновлення Храму на Храмовій горі неможливе». Виступаючи на гала-концерті Національної ради молодого Ізраїлю в Нью-Йорку того ж року, він сказав, що «сіонізм і американізм є переднім краєм західної цивілізації та свободи в нашому сучасному світі». Він виступав проти рішення про створення двох держав і підтримував суверенітет Ізраїлю над окупованим Західним берегом.
Хегсет назвав уряд Ірану «режимом зла». У січні 2020 року Хегсет висловив рішучу підтримку рішенню президента Трампа вбити іранського генерала Касема Сулеймані. Він також закликав Трампа бомбити територію Ірану, включаючи культурні об'єкти, якщо буде виявлено, що там зберігається зброя. Гегсет сказав, що Китай створює військові сили, «спеціально призначені для перемоги над Сполученими Штатами Америки».

### Іслам
В «Американському хрестовому поході» Гегсет каже, що іслам «не є релігією миру, і ним ніколи не був», і стверджує, що «всі сучасні мусульманські країни є або формально, або де-факто забороненими зонами для практикуючих християн та євреїв». Він сказав, що іслам «майже повністю захоплений і підпорядкований ісламістами». Він стверджував, що ісламісти планують демографічно, культурно та політично «підкорити» Європу та Америку, об'єднавшись із секуляризмом, щоб знищити «юдео-християнські інститути нашої нації». Він сказав, що ісламісти планують «насіяти на Заході якомога більше мусульман» і «завдяки їхній дуже високій народжуваності порівняно з корінним населенням та їхній стратегічно ізольованій культурі — сини та дочки цих мігрантів і біженців розмножуються у більшій кількості, ніж самі місцеві громадяни». Він звернув увагу на вибори мусульманських чиновників у Сполученому Королівстві та збільшення мусульманського населення в Європі, застерігаючи, що Сполучені Штати підуть тим самим шляхом, якщо не втрутитись.

### Військові питання
Гегсет заявив, що хоче звільнити генерала Чарльза К. Брауна-молодшого, голову Об'єднаного комітету начальників штабів. Хегсет також хоче очистити армію від «пробуджених» генералів і програм DEI (Різноманітність, Рівність та Інклюзія), кажучи, що «будь-який генерал, який був залучений, генерал, адмірал, що завгодно, який був залучений до будь-якого DEI, „пробуджене“ лайно має піти». Гегсет розкритикував військове гасло США «наша різноманітність — наша сила», назвавши його «найбільш дурнуватою фразою на планеті Земля». Він критикував протидію екстремізму в армії США, написавши: «Викорінюючи „екстремізм“ сьогоднішні генерали витісняють рядових патріотів із їхніх формувань» у своїй книзі «Війна проти воїнів» 2024 року. Гегсет виступав проти залучення жінок на бойові посади, сказавши у 2024 році: «Я прямо кажу, що ми не повинні мати жінок у бойових ролях». Він також виступає проти трансгендерних військових в армії.

### Ставлення до України
Громадське Радіо дало короткий огляд поглядів Гегсета щодо України: це деяке нехтування «далекими» українськими справами порівняно з «близькими» американськими, які були висловлені фразою, що події в Україні «блякнуть у порівнянні зі злочинністю на моїх вулицях, з лібералізмом у моїй культурі, з інфляцією у моїх кишенях».
Після початку повномасштабного вторгнення він назвав Путіна «військовим злочинцем», якому сниться відновлення Радянського Союзу та загарбання Києва, тому треба «…забезпечити Україну тим, що їй потрібно, швидше, ніж ми це робимо. Адміністрація Байдена не робить цього достатньо швидко, щоб українці змогли повалити Путіна та відштовхнути його назад».
Однак, у стилі Трампа та у стилі програми Фокс-Ньюз, він лає беззубість та малоефективність НАТО і всіх європейців загалом: «Чому Америка протягом останнього століття має слухати самовпевнені та імпотентні держави, які просять нас дотримуватися застарілих і односторонніх оборонних домовленостей, яких вони самі більше не дотримуються?»
Також, Піт Гегсет вважає «роздутою» думку, що в разі підкорення України Росія використає її ресурси, щоб напасти на інші країни у Європі, назвавши мотив Путіна в цій війні як «хочу своє лайно назад» (I want my shit back).
Наміри «чистки» в Пентагоні викликають занепокоєння ще й тому, що звільнення офіцерів і досвідчених службовців, яких він вважає нелояльними, із такої складної інституції, як Пентагон, можуть вплинути на попередні напрацьовані шляхи співпраці.
Разом з тим, голова Пентагону Гегсет після скандалу між Трампом і його командою та В.Зеленським в Овальному кабінеті 28 лютого, а раніше — 30 січня скасував допомогу Україні без відома Трампа. Про це свідчать документи TRANSCOM, з якими ознайомились кореспонденти Reuters — усне розпорядження скасувати допомогу Україні надійшло з офісу міністра оборони Піта Гегсета. Гегсет тимчасово скасував поставки зброї Україні з власної ініціативи, без відома президента.

## Міністр оборони США
У листопаді 2024 року новообраний президент Дональд Трамп оголосив, що має намір висунути Гегсета на посаду наступного міністра оборони. Угода Хегсета з Fox News закінчується у тому місяця, коли він обійме цю посаду. Вибір Хегсета був несподіванкою, і один чиновник із оборони сказав: «Усі просто шоковані». Українське видання «Кореспондент», посилаючись на Politico, також писало про стурбованість Пентагону можливістю призначення Гегсета Державним секретарем до справ оборони. А Голос Америки вважає, що призначення Хегсета веде до прямого зіткнення Трампа з Пентагоном. Радіо Свобода повідомляє, що це призначення може призвести до конфлікту з головою Об'єднаного комітету начальників штабів Чарльзом Брауном, якого Гегсет звинувачував у радикальній лівій політиці.

## Особисте життя
Гегсет розлучився з першою дружиною Мередіт Шварц у 2009 році. Він одружився вдруге з Самантою Дірінг у 2010 році; у них народилось троє дітей.
У серпні 2017 року, ще коли він був одруженим з Дірінг, у Гегсета народилась донька від виконавчої продюсерки Fox Дженніфер Роше, з якою у нього були позашлюбні стосунки. Він розлучився з Дірінг у серпні 2017 року. Гегсет і Роше, яка має трьох маленьких дітей від першого шлюбу, одружилися в серпні 2019 року.
У жовтні 2017 року Гегсета звинуватили в сексуальному насильстві у готельному номері після виступу на заході Каліфорнійської федерації жінок-республіканок у Монтереї, Каліфорнія. Повідомлялося, що Гегсет відкинув ці звинувачення як плітки «баба бабі сказала» про звичайний романс за взаємною згодою. Звинувачень у справі не було висунуто. Хегсет заплатив жінці, яка на нього скаржилась, 30-річній співробітниці консервативної групи, яка стверджувала, що Гегсет зґвалтував її, та добився від неї обіцянки про нерозголошення в 2020 році.
Гегсет живе в штаті Теннессі. Він належить до парафії церкви Спільноти реформованих євангельських церков.

## Публікації
Гегсет написав передмову до книги 2017 року The Case Against the Establishment (ISBN 978-1-6826-1474-7) Ніка Адамса та Дейва Еріксона. Серед книг його авторства:
- Hegseth, Pete (2016). In the Arena. Threshold Editions. ISBN 978-1-4767-4934-1.[88]
- Hegseth, Pete (2020). American Crusade. Hachette Book Group/Center Street. ISBN 978-1-5460-9874-4.[89]
- Hegseth, Pete (2022). Battle for the American Mind: Uprooting a Century of Miseducation. Broadside Books. ISBN 978-0-06-321504-7.
- Hegseth, Pete (2024). The War on Warriors: Behind the Betrayal of the Men Who Keep Us Free. Broadside Books. ISBN 978-0-0633-8942-7.

## Нагороди, відзнаки та значки
|                           | Значок бойового піхотинця                                    |
| Bronze oak leaf cluster   | Бронзова зірка (x2)                                          |
|                           | Похвальна медаль                                             |
| Bronze oak leaf cluster   | Армійська медаль (x2)                                        |
|                           | Медаль Служби національної оборони                           |
| Bronze star · Bronze star | Медаль за кампанії в Афганістані (з 2 зірками за службу)     |
| Bronze star · Bronze star | Медаль за кампанії в Іраку (з 2 зірками за службу)           |
|                           | Експедиційна медаль «Глобальна війна з тероризмом».          |
|                           | Медаль за заслуги в глобальній війні з тероризмом            |
|                           | Медаль Запасу Збройних Сил (з бронзовим пісочним годинником) |
|                           | Стрічка служби армії                                         |
|                           | Стрічка військової служби за кордоном                        |
|                           | Медаль НАТО (ISAF)                                           |